# Monoloog van iemand die het gewoon werd tegen zichzelf te praten
Monoloog van iemand die het gewoon werd tegen zichzelf te praten is een boek uit augustus 2011 van de Belgische schrijver Dimitri Verhulst.

## Situatie
In een Senegalees hotel van lichte zeden wordt een coureur dood aangetroffen. Hij heeft zijn laatste uren en nacht doorgebracht met een Senegalese prostituee.

## Inhoud
De prostituee Seynabou voert een innerlijke monoloog over de laatste uren die ze doorbracht met de wielrenner, en wat ze daarna doormaakte. Ze vertelt ook over het verloop van het gerechtelijk onderzoek dat volgde. Stierf de wielrenner een natuurlijke dood? Was het zelfmoord? Of had zij de man vermoord? Ze wordt beschuldigd van moord en diefstal.

## Monoloog
De monoloog van Seynabou is tegelijk een vertelling met herinneringen, een mijmering en een introspectie. Seynabou heeft, ondanks het feit dat ze een hoer is, haar eigenwaarde. Ze vertelt ook over haar emoties, verlangens, en situeert zichzelf in de maatschappij waarin ze moet zien te overleven. Een moeilijke maatschappij, maar het is wel haar land, en ze doet het met wat er is. En als het even kan, wil ze ook gelukkig zijn.

## Fictie en werkelijkheid

### De coureur
De coureur die in het verhaal Jens De Gendt heet, staat voor de Belgische wielrenner Frank Vandenbroucke. Die was succesvol van 1995 tot 1999. Toen werd hij verdacht in een dopingzaak. Vanaf dan ging het bergaf met hem. Vandenbroucke (bekend als VDB) kreeg depressies, alcohol- en drugsproblemen, deed zelfmoordpogingen. In 2009 overleed hij onverwacht in Senegal.

### Andere namen
De naam Jens De Gendt is een samentrekking van Jens Voigt en Thomas De Gendt. Zij zijn twee verdienstelijke beroepsfietsers. Zo verwijst de naam van het hoofdpersonage al meteen naar de wereld van het wielrennen.
De prostituee heet Seynabou in het verhaal. Hotel ‘la Maison Bleue’ waar Vandenbroucke overleed, wordt ‘la Maison Grise’. De vriend-wielrenner met wie Vandenbroucke in Senegal was, Fabio Polazzi, wordt Sergio Ten Dam.

### Waarschuwing
Nergens in het boek vermeldt Dimitri Verhulst de naam van Vandenbroucke, ook niet in een voor- of nawoord. Het enige wat we merken, is dat hij zich goed gedocumenteerd heeft over de zaak Vandenbroucke. Maar deze roman is toch vooral het verhaal van de Senegalese prostituee, en het impact dat het gebeuren op haar leven heeft gehad. Dit verhaal behoort, ondanks goede documentatie, tot de wereld van de fictie. 